# 思任法
思任法（？—1445年）是麓川思氏王朝第八代君主、明朝麓川平缅军民宣慰司宣慰使。

## 名字
思任法在不同的史書上記載的名字有所不同。中国史籍《明史》和《明实录》作思任发，《滇云历年传》作思任，《四夷馆考》作思仁；缅甸史籍《琉璃宫史》作多岸发；傣文史籍《广母货卯》记作思外法，《勐勐土司世系》记载其又名罕双法、罕府法，《孟连宣抚史》记作思南，傣文史籍《嘿勐咕勐》中也称思昂法（Hso Ngan Hpa）。

## 生平

### 早年
思任法是麓川君主、首任麓川平缅军民宣慰使思伦法之子，也是前任麓川君主、麓川宣慰使思行法之弟。洪武年间，麓川下属的木邦头目刀干孟造反，是为刀干孟之乱，驱逐思伦法。思任法时年幼，随父逃至云南，作为人质寄养在沐晟府邸，沐晟把他当作自己的小孩照顾。明朝最终击败刀干孟叛军，思伦法回到麓川，1399年去世。随后，思行法继位，明朝趁机拆分麓川地域，设立了木邦府、孟养府、大侯州、孟琏长官司在内的众多土司政权。木邦、孟养常常入侵麓川，思行法无力应付，1413年禅位给其弟思任法。
另据《明野史》、《滇考》等文献记载，思行法之后继麓川君位的是思暗，思暗是思行法之子，宣德年间与木邦相仇杀，因而失官，由孟养刀氏代理麓川宣慰。刀玉宾代理时期，能力不足，不能压服蛮众，思伦法的后裔思任法又在麓川拥众自立。但《明史》、《明实录》中均无此记载。

### 统治与扩张
思任法继位之初，努力改善与明朝的关系，1414年至1440年间共十五次遣使入贡，另一方面开始兼并邻近小土司的地盘。1422年，思任法首次发兵南甸州，南甸诉诸朝廷，思任法派人进京朝贡谢罪。随后，思任法转向南方，与木邦争夺土地，双方都向明朝告状，明宣宗遣使调解。经过多年休养，思任法兵力逐渐雄厚。1428年，思任法发兵南甸、腾冲、潞江等地。此时明朝刚结束对交趾蓝山起义和四川松潘起义用兵，人疲马乏，明宣宗拒绝了沐晟发五万官军及诸土兵征讨的提议，只是敕谕思任法，并表示事不得已再调云南官军和木邦土兵进剿。1430年，思任法发兵占领孟养。1433年，木邦向明朝告状，称思任法占据了木邦的土地，思任法又称是木邦宣慰罕门法派兵入侵麓川，明朝派内官云仙前往麓川，赐给思任法币物，谕其勿与木邦争地。1436年，思任法借口木邦侵扰其地，百姓逃亡，要求免去欠下的2,500两差发银，明英宗应允。
自恢复了对孟养的统治后，麓川粮饷充裕，十多年内与邻近土司争夺土地，也未见明朝采取严厉措施，反而经常互派使臣，还减免了麓川欠下的差发银。于是，思任法开始了大范围的扩张战争，意图恢复原思可法、思伦法强盛时代的版图。1436年底，思任法发兵孟定与湾甸；1437年，进占南甸所辖罗卜思庄等地；1438年，又发兵南甸、干崖、腾冲、潞江、金齿等地，在怒江上造船300艘，摆出夺取云龙州的架势。
思任法占领了众多土司的地盘，又自行任命地方头目，形同造反，明廷派沐晟、方政、沐昂等将领率兵三万九千，讨伐思任法。沐晟念及故情，不愿大动兵戈，希望能将其招抚，遂遣金齿卫指挥车琳前去招降思任法，任法诈降，晟信以为真，无渡江意。方政不甚愤，拒绝听从沐晟节制，独率麾下渡江与思任法将领缅简交战，政追至空泥，麓川伏兵四起，以象阵冲击明军，明军大败，方政战死。思任法击败明军后，东渡怒江，进攻景东、孟定、大侯等地，孟琏长官司等向麓川投降。1439年，明廷又令沐昂率军十万，再征思任法，又被麓川击败。两次大败使得明中央朝廷的“主战派”占了上风，明英宗派兵部尚书王骥领十五万大军远征麓川，史称“麓川之役”。
1441年，明军先在大侯击败麓川将领刀令道，随后兵分两路，一路攻克湾甸、进占镇康、孟定，一路攻克麓川重镇上江寨，随后击破思任法在杉木笼、马鞍山等地布置的防御工事。1441年12月初，明军在麓川都城汇合，与思任法决战，任法大败，与其子走小路渡瑞丽江，逃往孟养。

### 被擒与身亡
1442年，思任法被缅甸诸侯东敦枝王抓获，不久后又被东敦枝王进献给缅王那腊勃底。1443年2月，以速剌（那腊勃底）向明朝报告擒获思任法，并以思任法为要挟，向明朝索求土地。明朝同意将靠近缅甸的麓川地划给缅甸，缅甸又说要明军先将思任法之子思机法杀死，缅甸才能遣送思任法。1443年8月，明朝令王骥率军进驻腾冲，缅甸答应在冬天交付思任法，但最终未能交接，一说因缅甸到了交付地点没有见到先前与之商议的明军将领郭登，迟疑不献；一说是缅甸虽答应交付思任法，却首鼠两端，到了交付日期，缅甸没有前来。随后，明军与缅军爆发战斗，明军未能取胜，缅甸带着思任法退走。
1445年7月，缅甸宣慰以速剌通知沐昂，表示会在10月末将思任法交给明朝，要求将木邦所辖的眇顙划给缅甸管理。木邦同意将眇顙划给缅甸，用以交换思任法。1445年12月，云南总兵官沐斌遣千户王政前往缅甸接收，恰逢日食之日，天色昏暗，巫师预言“天兵至矣”，以速剌畏惧，不敢再作要挟，将思任法及妻孥共32人交给王政。思任法在路上绝食，即死，王政将其斩首，首级送往京师。历史学家刘奋明认为，王政身为一个千户，是不敢随意将骚扰明朝多年的思任法斩首的，可能是明朝担心思机法半路把思任法救走，所以下令王政将思任法斩首。
部分明朝文献则称是云南巡抚杨宁将孟养地许诺给缅甸，以速剌大喜，但又惧于思机法报仇，随后沐斌遣都指挥李昂进兵相逼，以速剌将思任法斩首，移交明朝。
另据缅甸正史《琉璃宫史》记载，缅王那腊勃底（以速剌）要中国军队帮助攻打占据央米丁造反的缅甸高官明艾觉廷，明朝派四名大臣和10,000骑兵不战而降央米丁，明军回到阿瓦，多岸发（思任法）服毒自杀，缅王把多岸发尸体交给中国军队，中国人将多岸发剖腹、取出内脏，把尸体烤干后收起。

### 身后
思氏后裔对缅甸移交思任法一事怀恨在心，嘉靖初年，思陆法之子思伦联合木邦、孟密南下攻缅，击杀缅甸宣慰莽纪岁，占领缅地，缅甸阿瓦王朝亡国。

## 引用
1. 1 2  明史·卷三百十四·云南土司传二，8114页，麓川平缅条："十一年，行发请以其弟思任发代职，从之。"
2. ↑  明太宗实录·一三六卷，1659页，永乐十一年正月丙午条："麓川平缅宣慰使思行发孟外南硬陶孟土官刀发孟等各遣人贡马思行发请以弟思任发代其职从之"
3. ↑  滇云历年传·卷六，276页："初，麓川蛮思任及其子机与群酋各据土以叛。"
4. ↑  四夷馆考·卷下，十一页，百夷馆，孟养条："正统初土酋思仁叛据孟养地"
5. ↑  琉璃宫史，476页
6. ↑  广母货卯，228页
7. ↑  勐勐土司世系，83页
8. ↑  孟连宣抚史，46页
9. ↑  嘿勐咕勐，99页
10. ↑  明太祖实录·二五五卷，3679页，洪武三十年九月戊辰条："麓川平缅宣慰使司刀干孟叛逐其宣慰使思伦发"
11. ↑  滇史·卷十一，308页："洪武时，思任随父北奔，尝质晟府，晟儿子畜之。"
12. ↑  明史·卷三百十四·云南土司传二，8114页，麓川平缅条："又命都督何福往讨，未几，擒干孟归，伦发始还平缅，逾年卒。"
13. ↑  李正亭（2008），125页
14. ↑  万揆一（1985），69页
15. ↑  明野史，转引自云南通志·卷一百九十一·南蛮志一之三·群蛮三，三十页，思任发条：〔倪辂明野史〕……思伦死子行法立死子思暗立寖弱宣德初与木邦仇杀因而失官以孟养刀氏代之会宣慰刀玉宾弱不能辑诸蛮有部酋思任者思伦后裔也雄黠善用兵每言其先世大误岂有奴与主并之理遂拥众麓川
16. ↑  滇考·上卷，42页，靖远伯三征麓川条："思伦死，子思行立。思行死，子思暗立。宣德初，与木邦相仇杀，因而失官，以孟养刀氏代之。会刀玉宾弱，不能辑诸彝，有部酋思任者，思伦后裔也，雄黠善用兵，每言其先世大误，岂有奴与主并之理？遂拥众麓川。"
17. ↑  百川（1986），57页
18. 1 2  刀保尧（2005），135页
19. ↑  明太宗实录·二五四卷，2360页，永乐二十年十二月己亥条："麓川宣慰使思任发遣使奉表贡方物谢兴兵侵南甸州之罪仍遣中官云仙等赍敕戒之并赐之绒锦文绮表里"
20. ↑  明史·卷三百十四·云南土司传二，8115页，麓川平缅条："宣德元年遣使谕西南夷，赐麓川锦绮有差，以其勤修职贡也。时麓川、木邦争界，各诉于朝，就令使者谕解之，俾安分毋侵越。"
21. ↑  明宣宗实录·四二卷，1025页，宣德三年闰四月乙酉条："云南总兵官太傅黔国公沐晟奏麓川宣慰使思任发侵夺南甸腾冲等处地方请发云南贵州四川官军五万人及各处土兵讨之"
22. ↑  明宣宗实录·四二卷，1033页，宣德三年闰四月庚子条："云南总兵官黔国公沐晟言麓川宣慰思任发侵夺南甸路江等处村寨议调军剿捕"
23. ↑  明史·卷三百十四·云南土司传二，8115页，麓川平缅条："敕任发保境安民，不得侵邻疆，陷恶逆，以滋罪咎。晟以任发侵夺南甸、腾冲之罪不可宥，请发官军五万及诸土兵讨之。帝以交址、四川方用兵，民劳未息，宜再行招谕。不得已，其调云南土官军及木邦宣慰诸蛮兵剿之。"
24. ↑  明史·卷三百十五·云南土司传三，8151页，孟养条："宣德五年，刀玉宾奏：“伯父刀木旦被杀，蒙朝廷遣官访玉宾，授同知，又阻于缅难，寄居金齿者二十余年。今孟养地又为麓川宣慰思任发所据，乞遣兵送归本土。”"
25. ↑  明宣宗实录·一〇六卷，2372页，宣德八年十月癸丑条："时木邦宣慰罕门法奏麓川平缅宣慰使思任发等据占境土思任发及缅甸宣慰莽得剌亦奏罕门法称兵入境侵犯"
26. ↑  明史·卷三百十四·云南土司传二，8115页，麓川平缅条："八年遣内官云仙赍敕至麓川，赐思任发币物，谕其勿与木邦争地抗杀。"
27. ↑  明史·卷三百十四·云南土司传二，8115页，麓川平缅条："正统元年，免麓川平缅军民宣慰司所欠差发银二千五百两。以任发奏其地为木邦所侵，百姓希少，无从办纳。部执不可，帝特蠲之。"
28. ↑  刀保尧（2005），136页
29. ↑  明史·卷三百十四·云南土司传二，8116页，麓川平缅条："次子任发袭为麓川宣慰，狡狯愈于父兄，差发金银，不以时纳，朝廷稍优容之。会缅甸之危，任发侵有其地，遂欲尽复其故地，称兵扰边，侵孟定府及湾甸等州，杀掠人民。"
30. ↑  明英宗实录·二四卷，477页，正统元年十一月甲辰条："至是云南总兵官黔国公沐晟奏思任发侵占孟定府及湾甸等州杀掠人民焚毁甸寨事下行在兵部请令晟等计议抚捕何者为便从之"
31. ↑  明英宗实录·三五卷，683页，正统二年十月辛未条："云南南甸州土官知州刀贡罕等奏麓川宣慰思任发侵夺其所辖罗卜思庄等处二百七十八村乞朝廷遣官赍金牌信符谕之俾退还所侵地 上敕云南总兵官黔国公沐晟俾其从宜处置仍具以闻"
32. ↑  明英宗实录·四三卷，832页，正统三年六月己未条："云南总兵官黔国公沐晟等奏麓川宣慰思任发累侵南甸干崖腾冲潞江金齿等处"
33. ↑  明英宗实录·四四卷，862页，正统三年七月丁未条："云南总兵官黔国公沐晟奏麓川贼思任发沿江造船三百艘欲取云龙州等处"
34. ↑  明史·卷三百十四·云南土司传二，8116页，麓川平缅条："思任发连年累侵孟定、南甸、干崖、腾冲、潞江、金齿等处，自立头目刀珍罕、土官早亨等相助为暴，叛形已著。近又侵及金齿，势甚猖獗。已遣诸卫马步官军至金齿守御，乞调大兵进讨。"
35. ↑  滇云历年传·卷六，292-293页："时，思任势甚猖獗，欲侵金齿。云南镇守三司奏调川、贵官军，令都督沐昂统往腾冲，相机剿捕。命调四川官军九千、云南官军三万，遣右都督布政署都督佥事张荣等率师讨之。悉听晟、昂节制。"
36. ↑  南园漫录·卷二，71页，麓夷条："师至潞江，晟以思任幼尝育子于家，决意招之。"
37. ↑  明史纪事本末·卷三十·麓川之役，454页："至是晟遣指挥车琳等谕之降，思任佯许诺，晟信之，无渡江意。"
38. ↑  明史·卷三百十四·云南土司传二，8116页，麓川平缅条："政不胜愤，乃独率麾下与贼将缅简战，破贼旧大寨。"
39. ↑  明史纪事本末·卷三十·麓川之役，454页："政渡江追至空泥，知晟不力援己，贼伏兵四起，出象阵冲击，乃遣其子瑛还曰：“若急归，吾死分也。”遂策马突阵死，军歼焉。"
40. ↑  明史·卷三百十四·云南土司传二，8117页，麓川平缅条："时任发兵愈横，犯景东，剽孟定，杀大侯知州刀奉汉等千余人，破孟赖诸寨，孟琏长官司诸处皆降之。"
41. ↑  明英宗实录·六七卷，1291页，正统五年五月丙辰条："朕以尔筹之必熟处之必当故命充总兵统众十万冀能成功岂意尔怯懦无为行师失律"
42. ↑  明英宗实录·六七卷，1288页，正统五年五月癸丑条："先是云南总兵官左都督沐昂副总兵右都督吴亮左参将都督佥事马翔右参将都督佥事张荣太监吴诚吉祥奉诏徵麓川贼思任发至金齿逗遛不进昂等令荣率军先至芒部等处出哨贼窥伺至营荣但令都指挥卢钺与之敌致贼杀败官军荣悉弃符验军器以遁昂等相距甚迩弗为策应"
43. ↑  郑镇峰（1963），32页
44. ↑  明英宗实录·八二卷，1653页，正统六年八月辛卯条："行在兵部郎中侯璡奏麓川叛寇思任发令贼首刀令道等十二人贼徒三万馀象八十只到大候州欲往景东威远等处攻劫臣督同都指挥马让卢钺等率领官军迎敌铳矢俱发一鼓而贼众大败斩首三百五十二级获贼帐房旗鼓铳炮盔甲等物"
45. ↑  明史·卷三百十四·云南土司传二，8117页，麓川平缅条："右参将冉保从东路攻细甸、湾甸水寨，入镇康，趋孟定。"
46. ↑  明史·卷三百十四·云南土司传二，8117页，麓川平缅条："至期，合攻之。贼拒守严，铳弩飞石，交下如雨。次日，乘风焚其栅，火竟夜不息。官军力战，拔上江寨，斩刀放戛父子，擒刀孟项，前后斩馘五万余，以捷闻。"
47. ↑  明史·卷三百十四·云南土司传二，8118页，麓川平缅条："骥由南甸至罗卜思庄，前军抵杉木笼。时任发率众二万余据高山，立硬寨，连环七营，首尾相应。骥遣宫聚、刘聚分左右翼缘岭上，骥将中军横击之，贼遁。军进马鞍山，捣贼寨。寨两面拒江壁立，周回三十里皆立栅开堑，军不可进，而贼从间道潜师出马鞍山后。骥戒中军毋动，命指挥方瑛率精骑六千突入贼寨，斩首数百级，复诱败其象阵。"
48. ↑  明史·卷三百十四·云南土司传二，8118页，麓川平缅条："齐集麓川，守西峨渡，就通木邦信息。百道环攻，复纵火焚其营，贼死不可胜算。任发父子三人并挈其妻孥数人，从间道渡江，奔孟养。"
49. ↑  T. S. Ko（1899），37-38页
50. 1 2  明英宗实录·一百一卷，2039页，正统八年二月丙申条："敕总督云南军务兵部尚书靖远伯王骥曰得奏缅甸宣慰使卜剌浪等报称擒获贼首思任发尔等已遣人谕令觧京具见用心及览进到缅书彼切切以麓川地方为言盖论功行赏国家成宪如彼能擒思任发觧京恩赏之施必不吝惜尔等即将附近彼处土地人民计议奏来处置"
51. ↑  明史·卷三百十四·云南土司传二，8118页，麓川平缅条："未几，任发为缅人擒，缅人挟之求地。"
52. ↑  明英宗实录·一百四卷，2110页，正统八年五月甲戌条："麓川叛寇思任发窜身逃命苟延残喘为尔缅甸所得尔尝奏报欲送与总兵官解京及总兵官屡令人接取尔乃云必俟擒杀其子思机发等分拨与地方然后送来"
53. ↑  明史·卷三百十五·云南土司传三，8131页，缅甸条："是时，大师已集腾冲，缅使致书，期以今冬送思任发至贡章交付。"
54. ↑  缅甸始末，630-631页："骥遣使谕缅甸酋卜剌浪送思任父子，卜剌浪不遣，骥乃进兵。缅甸使来索金币、土地，欲以重臣往取任，骥难之，于是郭登请行，由金沙入缅，不十日至其国。卜剌浪来会，颇骄蹇，登折之。缅气阻，乃以董雅扣头听命，卜剌浪见登亦稽首。十二月，登至自缅国，其国相缅剌扎以思任载登楼船来献。时有疾登功者，乃议留登守沙坝，剌扎至贡章，不见登，迟疑不献。"
55. ↑  明史·卷一百七十一·列传第五十九，4558页，王骥传："缅人阳听命，持两端。"
56. ↑  明史·卷三百十五·云南土司传三，8131页，缅甸条："骥与克期，遣指挥李仪等率精骑通南牙山路，抵贡章，受献，而缅人送思任发者竟不至。"
57. ↑  明史纪事本末·卷三十·麓川之役，457页："缅人拥众大至，蒋贵率兵蔽江而下，焚其舟数百艘，大战一昼夜，贼溃，思任发复遁去，俘其妻子，班师。"
58. ↑  缅甸始末，631页："焚其舟，大战一昼夜，我师败绩。剌扎竟持思任去。"
59. ↑  明英宗实录·一三一卷，2609-2610页，正统十年七月庚寅条："云南总兵官都督沐昂等奏缅甸宣慰使男卜剌浪马哈省以速剌写木叶文书约以十月终送贼首思任发到贡章地方就付金银铁刻三个为信要求管木邦眇顙地方"
60. ↑  明英宗实录·一四五卷，2856页，正统十一年九月庚辰条："兵部奏云南木邦宣慰罕盖法先将金帛及割地与缅甸宣慰卜剌浪马哈省以速剌易反贼思任发"
61. 1 2  明英宗实录·一三六卷，2704-2705页，正统十年十二月丙辰条："云南千户王政诛麓川贼思任发于缅甸先是总兵官黔国公沐斌等遣政赍敕币谕赉缅甸宣慰男卜剌浪马哈省以速剌索思任发卜剌浪马哈省以速剌犹豫不即遣适昼晦二日术者曰天兵至矣卜剌浪马哈省以速剌惧于是发思任发及其妻孥部属三十二人付政时思任发不食已数日政虑其即死遂戮于市函首及俘驰献京师"
62. ↑  Liew Foon Ming（1996），186页
63. ↑  缅甸始末，631页："十年，侍郎杨宁、侯琎遣使，许以孟养之地易思任。卜剌浪喜，乃献思任首级并妻子败徒板蹇等至军门。骥以卜剌浪长子银起莽为宣抚，而思任二子思机、思卜皆遁居孟养。"
64. ↑  滇云历年传·卷七，307页："先是，敕缅卜剌浪并众头目，令解献思任，重加升赏。不至。洎杨宁为巡抚，使人许赏以孟养遗地易思任。卜剌浪且惧且喜，顿首承命。时，刀玉宾已故绝，遂割思任所有孟养地以畀之。卜剌浪以其长子银起莽居之，方函思任首级并妻子、贼徒扳蹇等解送军前。"
65. ↑  滇史·卷十一，312页："正统九年甲子，杨宁、侯琎遣使谕缅，许以孟养之地刀宾玉死，无嗣。易思任法。卜剌浪闻之喜过望，将械送思任，然惧其子思机伏而邀之，未敢行。黔国公沐斌遣都指挥李昂以兵临之，卜剌浪遂杀思任，函其首并械其妻及贼徒板蹇等来献。"
66. ↑  琉璃宫史，483页
67. ↑  明史·卷三百十五·云南土司传三，8132页，缅甸条："然缅地邻孟养，而孟养以缅先执思任发，故怨缅。嘉靖初，孟养酋思陆子思伦纠木邦及孟密，击破缅，杀宣慰莽纪岁并其妻子，分据其地。缅诉于朝，不报。六年始命永昌知府严时泰、卫指挥王训往勘。思伦夜纵兵鼓噪，焚驿舍，杀赍金牌千户曹义，时泰仓皇遁，乃别立土舍莽卜信守之而去。"